# Yeşilbağlar, Olur
Yeşilbağlar là một xã thuộc huyện Olur, tỉnh Erzurum, Thổ Nhĩ Kỳ. Dân số thời điểm năm 2011 là 210 người.